# Andrejs Rubins
Andrejs Rubins (Riga, 1978. november 26. – 2022. augusztus 3.) lett válogatott labdarúgó.
A lett válogatott tagjaként részt vett a 2004-es Európa-bajnokságon.

## Pályafutása

### Klubcsapatban
1996-ban az FK Auda csapatában kezdte a pályafutását. 1997-ben Svédországban, az Österben játszott. 1998 és 2000 között a Skonto játékosa volt, melynek tagjaként három bajnoki címet (1998, 1999, 2000) szerzett. 2000 és 2003 között a Crystal Palaceban játszott. 2003 végén a Szpartak Moszkva igazolta le. 2003 és 2004 között a Sinnyik Jaroszlavl csapatát erősítette, 2005 és 2007 között pedig ismét a Szpartak játékosa volt, de két alkalommal is kölcsönadták, előbb a Sinnyik Jaroszlavlnak (2006), majd a FK Liepājas Metalurgsnak. 2008-tól 2010-ig között Azerbajdzsánban szerepelt az Inter Bakı együttesénél, mellyel 2010-ben megnyerte az azeri bajnokságot. 2010 és 2011 között a Qarabağ 2011 és 2012 között a Simurq csapatában játszott.  

### A válogatottban
1998 és 2011 között 117 alkalommal játszott a lett válogatottban és 9 gólt szerzett. Az örökrangsorban Vitālijs Astafjevs mögött a második helyezett. Részt vett a 2004-es Európa-bajnokságon.

## Sikerei, díjai
Skonto Riga
- Lett bajnok (3): 1998, 1999, 2000
- Lett kupagyőztes (2): 1998, 2000

Szpartak Moszkva
- Orosz bajnokság második helyezettje (1): 2005

Liepājas Metalurgs
- Balti-liga győztes (1): 2007

İnter Bakı
- Azeri bajnok (1): 2009–10